# Convencionalismo
El convencionalismo es la  creencia, opinión, procedimiento o actitud que considera como verdaderos aquellos usos y costumbres, principios, valores o normas que rigen el comportamiento social o personal, entendiendo que estos están basados en acuerdos implícitos o explícitos de un grupo social, más que en la realidad externa.
El concepto se puede llegar a aplicar a muy distintos campos del conocimiento, desde las reglas de la gramática, hasta la lógica, la ética, el derecho, la ciencia, la moral, la filosofía, etc.
Por su parte, el convencionalismo ético está relacionado con el relativismo moral y se opone al universalismo.

## En la filosofía
Los convencionalistas, a diferencia de los racionalistas, le otorgaban un lugar privilegiado a los conceptos por encima de los sentidos en la génesis del mundo. Los convencionalistas consideraban que las condiciones que moldean el mundo, eran eminentemente humanas. Esta perspectiva fue popularizada por Henri Poincaré (1905). Afirmaban que lo observable es gracias al sistema conceptual. Y que este sistema conceptual sirve para identificar y describir fenómenos. Los conceptos y los significados son a priori. Anteceden a la experiencia.

## En la lingüística
En la lingüística, el convencionalismo es una corriente de la filosofía del lenguaje en relación con la edad de las palabras. En términos lingüísticos, esta defiende la independencia del significante del significado y su arbitrariedad. En el estructuralismo, la lingüística moderna se considera convencionalista desde la perspectiva de Ferdinand de Saussure.
En propiedad, se habla de convencionalistas para hacer referencia a los gramáticos griegos que defendían que las lenguas se pudieron haber originado como un acto de convención entre los hombres. Esta perspectiva se contrapone al naturalismo, el cual sostiene que no existe vínculo necesario entre la palabra, el pensamiento y el mundo.